# 1365
Cette page concerne l'année 1365  du calendrier julien. Pour l'année 1365 av. J.-C., voir 1365 av. J.-C.
L'année 1365 est une année commune qui commence un mercredi.

## Événements
- 26 janvier, Haute-Birmanie : fondation de la ville d'Ava, capitale du pays à plusieurs reprises au cours des siècles suivants[1].

- 10 octobre : le roi de Chypre Pierre Ier s’empare d’Alexandrie et met la ville à sac. Sa croisade compromet les intérêts des marchands européens et des chrétiens indigènes de l’Égypte mamelouk[2].

- Les Turcs Kara Koyunlu (« les gens aux moutons noirs ») soumettent le district de Mush en Anatolie, puis prennent Mossoul (1375), Sinjbar puis Tabriz en 1388[3].
- Le poète de cour Prapanca écrit le Nagarakertagama, poème épique à la gloire du roi Hayam Wuruk de Majapahit (r. 1350-1389) dans l'est de l'île de Java en Indonésie.

### Europe
- 4 mars : victoire d'Albert de Mecklembourg à la bataille d'Enköping[4]. Magnus VII et Haakon VI sont déposés du trône de Suède au profit d’Albrecht de Mecklembourg, fils du duc Albrecht le Jeune (beau-frère de Magnus VII), à cause de leur alliance avec le Danemark. Albert devient seul roi de Suède jusqu'à sa déposition en 1389. Haakon VI continue à régner sur la Norvège et quelques-unes des provinces orientales de la Suède.
- 6 mars : dépôt des armes après la trêve d'Avignon. Signature d'un traité entre le roi de France et Charles II de Navarre qui règle leur conflit pour la succession du duché de Bourgogne[5].
- 16 mars : fondation de l’Université de Vienne par les Habsbourg[6]. Ses débuts sont difficiles.
- 12 avril : le traité de Guérande met fin à la guerre de Succession de Bretagne. Jean de Montfort devient Jean IV, duc de Bretagne, au détriment de la duchesse Jeanne de Penthièvre, et prête hommage au roi de France Charles V[7].
- 2 mai : une bande de routiers est battue près d'Annonay par les communes du Puy. Leur chef Louis Robaut est exécuté[8].
- 4 juin : Charles IV du Saint-Empire se fait couronner comme son prédécesseur Frédéric Barberousse, roi d'Arles dans la Cathédrale Saint-Trophime d'Arles[9]. Charles IV se rend à Chambéry, Avignon et Arles. De retour d'Avignon il passe à Romans-sur-Isère, la ville lève une taille de 436 florins pour sa venue ce qui représente l'équivalent de 150 moutons et 10 bœufs[10].
- 9 juin : bulle du pape Urbain V contre les excès commis par les grandes compagnies[11]. 
  - Les grandes compagnies ravagent l’Île-de-France et la Normandie. Le pape doit leur payer une rançon pour éviter la prise d’Avignon.
- 11 juillet : la châtellenie de Vaucouleurs en Barrois est réunie au domaine royal français[12].
- 27 juillet : mort de Rodolphe IV d'Autriche à Milan où il négociait une alliance avec les Visconti. Le pouvoir des Habsbourg s’affaiblit en Autriche au profit des magnats locaux. Albert III et Léopold III de Habsbourg deviennent ducs d’Autriche et de Styrie (fin en 1379)[6].
- Septembre : Seguin de Badefol abandonne Anse au nord de Lyon qu'il tient depuis la Toussaint 1364[8].
  - Les États de Languedoc, incapables de trouver des troupes susceptibles de résister aux grandes compagnies, monnayent le départ de Seguin de Badefol qui ravage tout le sud du royaume, vainc les troupes envoyées contre lui par le roi et finit empoisonné par Charles II de Navarre, qui l’avait convié à signer un accord.
- 22 novembre : paix de Vordingborg entre la Hanse et le roi Valdemar IV de Danemark[13].

- Les Turcs transfèrent leur gouvernement d'Asie Mineure en Europe, à Andrinople[14].